# Sveriges Radio P2
Sveriges Radio P2 (Program 2) est l'une des quatre principales stations de la radio publique suédoise Sveriges Radio. Elle consacre la plupart de sa programmation à la musique classique, au jazz, à la musique folk et à la world music.
En dehors de Stockholm et de la diffusion sur internet, certaines heures sont aussi dédiées à la retransmission de programmes de Sveriges Radio International en différentes langues.
La station a été la deuxième à être fondée en Suède, en 1955. En 1966, Sveriges Radio avait redéfini l'orientation de ses stations et P2 fut alors dédiée aux programmes éducatifs et régionaux ainsi qu'à la musique « sérieuse ». Les programmes régionaux furent ensuite transférés sur P3 puis à nouveau sur P4.
Ses programmes actuels la rendent similaire à France Musique, BBC Radio 3, CBC Radio 2, ABC Classic FM, DR P2, WDR 3 et NPO Radio 4.